# Abdelkader El Brazi
Abdelkader El Brazi (en árabe: عبد القادر البرازي‎) (Berkan, 5 de noviembre de 1964 - Rabat, 24 de enero de 2014) fue un jugador de fútbol marroquí que jugaba en la demarcación de portero.

## Biografía
Abdelkader El Brazi debutó como futbolista en 1988 a los 24 años de edad con el FAR Rabat. Con el club jugó durante diez años, llegando a ganar la Liga marroquí de fútbol un año después de su debut. Ya en 1998 se fue a Egipto para fichar por el Ismaily SC para los dos años siguientes. Finalmente en el año 2000 a los 36 años de edad se retiró como futbolista, ganando ese mismo año la Copa de Egipto.
Falleció el 24 de enero de 2014 en Rabat a los 49 años de edad tras arrastrar un cáncer durante varios años.

## Selección nacional
Jugó un total de 36 partidos con la selección de fútbol de Marruecos. Llegó a jugar en la Copa Mundial de Fútbol de 1998, siendo eliminado en la primera fase al quedar en el tercer lugar del primer grupo. Seis años antes disputó la Copa Africana de Naciones 1992, quedando eliminado en la primera fase al acabar último del segundo grupo.

## Clubes
| Club       | País      | Año         |
| ---------- | --------- | ----------- |
| FAR Rabat  | Marruecos | 1988 - 1998 |
| Ismaily SC | Egipto    | 1998 - 2000 |

## Palmarés

### Campeonatos nacionales
| Título                  | Club       | País      | Año  |
| ----------------------- | ---------- | --------- | ---- |
| Liga marroquí de fútbol | FAR Rabat  | Marruecos | 1989 |
| Copa de Egipto          | Ismaily SC | Egipto    | 2000 |